# Yves Angeletti
 (septembre 2024).
Si vous disposez d'ouvrages ou d'articles de référence ou si vous connaissez des sites web de qualité traitant du thème abordé ici, merci de compléter l'article en donnant les références utiles à sa vérifiabilité et en les liant à la section « Notes et références ».
Yves Angeletti, né le 6 juin 1906 à Zéralda (Algérie) et mort le 19 janvier 1966 à Six-Fours-les-Plages (Var) est un homme politique français.

## Biographie
Fils d'instituteur, Yves Angeletti suit des études de sciences d'abord à Alger, puis à Lyon, et obtient l'agrégation en 1932.
C'est pendant ses études qu'il s'engage dans la vie militante, adhérant en 1927 au Parti communiste. 
Après son service militaire, il enseigne dans un lycée à Poitiers. C'est après ses débuts professionnels que son action militante prend de l'ampleur. Il s'implique d'abord au sein de la fédération unitaire (CGTU) de l'enseignement, puis joue un rôle local actif dans la réunification au sein de la CGT.
En 1936, il est candidat du Front populaire,  sous l'étiquette communiste, aux élections législatives dans la circonscription de Poitiers, mais n'obtient que 8 % des voix. L'année suivante, cependant, il est élu conseiller municipal de Poitiers à l'occasion d'une partielle. Il n'exerce cependant pas ce mandat très longtemps, car la mutation qu'il avait demandée pour Reims avant les élections lui est accordée. Malgré ses demandes pour demeurer à Poitiers, il est de fait contraint de rejoindre la Marne à la rentrée 1937.
Devenu secrétaire de la structure régionale du PCF l'année suivante, il est victime d'une sanction disciplinaire (déplacement d'office à Marseille) après sa participation à la grève du 30 novembre 1938. Mais la précipitation des événements fait qu'il ne s'y rend jamais.
Il est en effet arrêté fin août 1939, sur ordre du secrétaire général de la préfecture de Reims, René Bousquet, pour distribution de tracts communistes. Révoqué de son poste d'enseignant, incarcéré, il n'est libéré que pour être mobilisé. Fait prisonnier par les Allemands en mai 1940, il passe la totalité de la guerre dans un stalag.
Réintégré en 1945, il retrouve le lycée de Reims et le militantisme politique.
Figurant en deuxième position sur la liste communiste, menée par Alcide Benoit, lors des élections législatives de juin 1946, et est élu. Il siège dans la commission chargée de la rédaction de la constitution. Réélu député en novembre, il ne siège cependant que moins de deux ans à l'assemblée nationale. Muté au Lycée Carnot de Paris en 1948, il démissionne en effet et cède son siège à Hélène Nautre.
Si, officiellement, cette mutation et cette démission étaient liées à des problèmes familiaux (son épouse travaillant en région parisienne), il est possible qu'elle soit aussi liée à des problèmes politiques entre Angeletti et la fédération communiste marnaise.
Après cette date, cependant, il n'eut plus de responsabilités politiques notables. En 1961, il est muté au lycée Dumont d'Urville de Toulon. Il meurt des suites d'une longue maladie à l'âge de 59 ans.